# Viktor Prodell
Viktor Prodell - nascido em 29 de fevereiro de 1988 - é um futebolista sueco que joga como avançado.

Defende atualmente as cores do IF Elfsborg, Suécia.

Está na seleção sueca desde 2013.